# Eupithecia niveipicta
Eupithecia niveipicta là một loài bướm đêm trong họ Geometridae.